# Joseph Toussaint Reinaud
Joseph Toussaint Reinaud, né le 4 décembre 1795 à Lambesc et mort le 14 mai 1867 à Paris 6e, est un historien et orientaliste français.

## Biographie
Joseph Toussaint Reinaud arrive à Paris en 1815 et devient un élève de Silvestre de Sacy. En 1818, il part pour Rome comme attaché ministériel, étudie sous les Maronites de la Propagande et s'intéresse aux monnaies islamiques. En 1824, il entre au département des manuscrits orientaux à la Bibliothèque royale à Paris et, en 1838, après la mort de De Sacy, il lui succède à la chaire des langues orientales vivantes. En 1847, il devient président de la Société asiatique et, en 1858, conservateur du département des manuscrits orientaux de la Bibliothèque impériale.
Il est inhumé au cimetière du Père-Lachaise (66e division).

## Distinctions
- Officier de la Légion d'honneur (décret du 13 août 1858)
- Membre de l'Académie des inscriptions et belles-lettres (élu en 1832, en remplacement de Antoine-Léonard Chézy)

## Publications
- Histoire de la sixième croisade et de la prise de Damiette, d'après les écrivains arabes, Librairie orientale de Dondé-Duprey père et fils, Paris, 1826 (lire en ligne)
- Description des monuments musulmans du cabinet de M. le duc de Blacas, Paris, 1828 (lire en ligne)
- Extraits des historiens arabes, relatifs aux guerres des croisades, ouvrage formant, d'après les écrivains musulmans, un récit suivi des guerres saintes, Imprimerie royale, Paris, 1829 (lire en ligne)
- Invasions des Sarrazins en France et de France en Savoie, en Piémont, Paris, 1836 (texte en ligne) ; repr. Paris, 1964.
- Notice historique et littéraire sur M. le baron Silvestre de Sacy, lue à la séance générale de la Société asiatique du 25 juin 1838, Librairie orientale de Vve Dondé-Duprey, Paris, 1838 (lire en ligne)
- Relation des voyages faits par les Arabes et les Persans dans l'Inde et à la Chine dans le IXe siècle de l'ère chrétienne, éd. par Louis-Mathieu Langlès, 1811 ; nouv. éd. Joseph Toussaint Reinaud, Paris, 1845 (lire en ligne) ; repr. Francfort-sur-le-Main, 1994.
- avec M. Pavé, Du feu grégeois, des feux de guerre et des origines de la poudre à canon, J. Dumaine neveu, Paris, 1845 (lire en ligne)
- Géographie d'Aboulféda : accompagnée de notes et d'éclaircissements par Joseph Toussaint Reinaud (trad. Joseph Toussaint Reinaud et Stanislas Guyard), vol. 1 Introduction générale à la géographie des Orientaux, vol. 2 Traduction du texte arabe et index général, Paris, Imprimerie nationale, imprimerie nationale, 1848-1883, 2 vol. en 1 ; 27 cm (lire en ligne).
- Mémoire géographique, historique et scientifique sur l'Inde, antérieurement au milieu du XIe siècle de l'ère chrétienne d'après les écrivains arabes, persans et chinois, dans Mémoires de l'Institut national de France. Académie des inscriptions et belles-lettres, Imprimerie nationale, Paris, 1849, tome 18, p. 1-399 (lire en ligne)
- Notice sur la gazette arabe de Beyrout, lue dans la séance générale de la Société asiatique du 29 juin 1858, Imprimerie impériale, Paris, 1858 (lire en ligne)
- Notice sur Mahomet, Librairie de Firmin Didot frères, fils et Cie, Paris, 1860 (lire en ligne)
- Relations politiques et commerciales de l'empire romain avec l'Asie orientale (l'Hyrcanie, l'Inde, la Bactriane et la Chine) pendant les cinq premiers siècles de l'ère chrétienne, d'après les témoignages latins, grecs, arabes, persans, indiens et chinois, Imprimerie impériales, Paris, 1863 (Journal asiatique, 3) ((lire en ligne) ; repr. Osnabrück, 1966.
- Mémoire sur le Périple de la mer Érythrée et sur la navigation des mers orientales au milieu du troisième siècle de l'ère chrétienne, d'après les témoignages grecs, latins, arabes, persans, indiens et chinois, Imprimerie impériale, Paris, 1864 (lire en ligne)

### Publications en accès libre
- Sur gallica.
- Sur books.google.
- Sur archive.org.